# Ealdwulf (roi d'Est-Anglie)
Pour les articles homonymes, voir Ealdwulf.
Ealdwulf est roi d'Est-Anglie pendant toute la seconde moitié du VIIe siècle. La longévité de son règne est extraordinaire : il dure près de 50 ans entre 663 et environ 713. Seuls les rois Æthelbald et Offa de Mercie bénéficient de règnes d'une durée comparable. Bien que les données connues sur Ealdwulf sont assez rares, sa longévité au pouvoir témoigne du succès des alliances régionales conclues auparavant dans la région. Sous son règne, l'Est-Anglie connaît une longue période de stabilité et de croissance, dont bénéficie particulièrement la ville de Gipeswic (actuelle Ipswich).

## Biographie

### Origines
Ealdwulf est fils d'Æthelric et sans doute petit-fils d'Eni : il est issu de la dynastie est-anglienne des Wuffingas. Il est possible que son père Æthelric et le roi Ecgric, mort vers 636 en défendant l'Est-Anglie contre les Merciens, soient en réalité une seule et même personne. La mère d'Ealdwulf, Hereswith, et sa tante, Hilda, appartiennent de leur côté à la famille royale de Northumbrie : le mariage d'Æthelric et de Hereswith avait renforcé les liens de l'Est-Anglie avec son puissant allié northumbrien.
Pendant l'enfance d'Ealdwulf, les missionnaires Félix de Burgondie et Fursy de Péronne sont tous deux présents en Est-Anglie, et contribuent largement à y faire progresser l'implantation du christianisme. À la mort d'Æthelric vers 647, Hereswith part en retraite religieuse en Francie, sans que l'on sache si son fils Ealdwulf l'y accompagne ou s'il reste en Est-Anglie pendant les règnes de ses trois oncles Anna, Æthelhere et Æthelwald.

### Règne
Ealdwulf accède au trône en 663 ; c'est le dernier roi d'Est-Anglie que mentionne le chroniqueur northumbrien Bède le Vénérable. Le début de son règne est marqué par une grande épidémie de peste.
L'organisation épiscopale du royaume évolue nettement pendant cette époque, avec notamment la division de Dommoc en deux diocèses : Dommoc et Elmham.
Bien que le nom et le lignage de la reine épouse d'Eadwulf soient inconnus, on sait qu'ils ont deux enfants : l'héritier du trône Ælfwald et une fille nommée Ecgburga, qui devient mère abbesse.
Il est possible qu'Ealdwulf soutienne le royaume du Kent contre les invasions du Wessex dans les années 690, bien que le Wessex emporte finalement cette guerre.
Il meurt en 713, laissant son fils Ælfwald lui succéder sur le trône d'Est-Anglie.